# Vườn quốc gia sông Abercrombie
Vườn quốc gia sông Abercrombie là một vườn quốc gia ở bang New South Wales, Úc, cách thành phố Sydney 138 km về phía tây, gần dãy núi Blue.

## Động vật
Trong vườn quốc gia này có các loài thú mỏ vịt, chuột nước Úc (Hydromys chrysogaster), wallaroo (1 loài thú có túi), kangaroo và wallaby (thú có túi, nhỏ hơn kangaroo).

## Thục vật
Loại cây chủ yếu trong vườn này là bạch đàn, nhưng cũng có cây phi lao, sống dọc các bờ sông Abercrombie chảy qua vườn.

## Sự kiện
- Diện tích: 190 km²
- Tọa độ địa lý: 34°05′38″N 149°42′27″Đ / 34,09389°N 149,7075°Đ
- Ngày thành lập: 22 tháng 12 năm 1995
- Cơ quan quản lý: Cục Vườn quốc gia và Sinh vật hoang dã
- Loại IUCN: II